# Radioweg (Amsterdam)

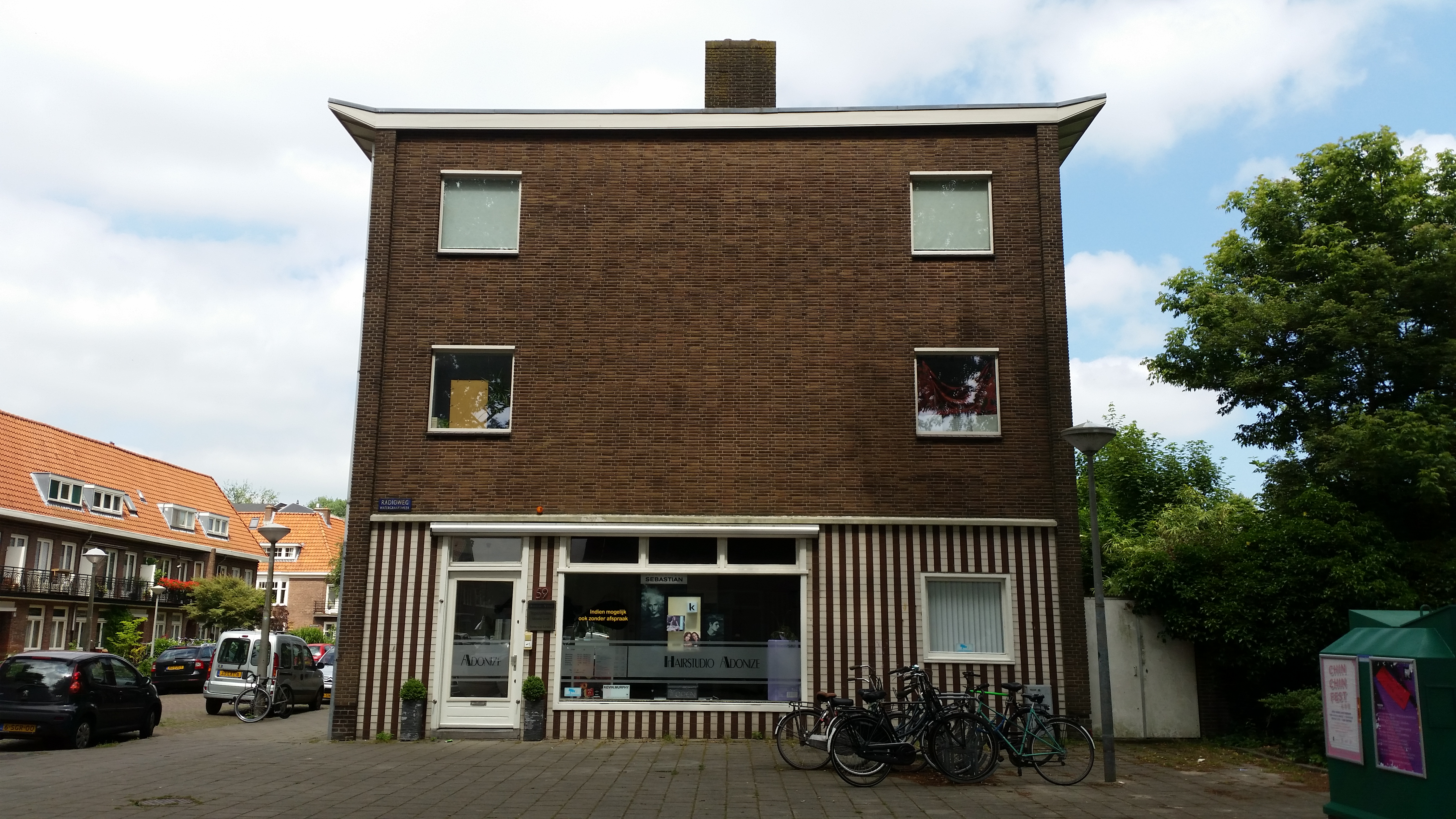
Radioweg 59, Amsterdam (juni 2018)

De Radioweg is een straat in Amsterdam, in de wijk Watergraafsmeer in het stadsdeel Oost. De straat bestaat uit twee delen: het eerste deel ligt in een woonbuurt en het tweede deel loopt tussen en langs sportterreinen. Het eerste deel kreeg haar naam bij de raadsbesluit van 23 december 1927 en werd vernoemd naar het overbrengen van geluid en elektrische golven; voor later aangelegde delen volgen herbenoemingen.
Het eerste deel van de Radioweg ligt in een woonbuurt, begint aan het Galileïplantsoen bij een brug over de Molenwetering (brug 335, de Jaap Kruizingabrug) en eindigt aan de Kruislaan. Het eerste gedeelte tot de Johannes van der Waalsstraat bestaat uit twee gescheiden rijbanen en kent eenrichtingsverkeer en heeft een brede groenstrook in het midden. Op dit gedeelte tot de Kruislaan twee beeldhouwwerken in de openbare ruimte. Het eerste is beeld Vrede van Hans Reicher, het staat in het plantsoen. Het tweede is Schelpvorm van Joop Hollanders op de hoek met de Kruislaan.
Het tweede, later aangelegde, gedeelte voert door en langs het Sportpark Middenmeer. Hier ligt ook de ingang van het sportcomplex/kunstijsbaan Jaap Edenbaan (Radioweg 64). Dit pad eindigt middels een grote voet- en fietsbrug aan de overzijde van de Ringweg Amsterdam en leidt verder de gemeente Diemen (Oranjelaan) in.
Bus K had zijn standplaats aan de groenstrook op het eerste gedeelte van weg van 1 juni 1935 tot 1 juni 1940.